# Hapoel Be'er Sheva B.C.
O Hapoel Be'er Sheva Basketball Club (em hebraico:  הפועל באר-שבע / בני שמעון), conhecido também apenas como Hapoel Be'er Sheva, é um clube de basquetebol baseado em Bersebá, Israel que atualmente disputa a Ligat HaAl. Manda seus jogos na The Shell Arena com capacidade para 3.000 espectadores. 

## Histórico de Temporadas
| Temporada | Nível | Liga        | Pos. | J     | PL  | Resultado         |
| --------- | ----- | ----------- | ---- | ----- | --- | ----------------- |
| 2014–15   | 3     | Liga Arzit  | 1    | 17-3  |     | Promovidocampeão  |
| 2015–16   | 2     | Liga Leumit | 3    | 18-8  | 1-2 | Quartas de finais |
| 2016–17   | 2     | Liga Leumit | 3    | 17-9  | 5-4 | Finalista         |
| 2017-18   | 2     | Liga Leumit | 4    | 18-8  |     | Promovidocampeão  |
| 2018–19   | 1     | Ligat HaAl  | 7    | 15-18 | 0-3 | Quartas de finais |

fonte:eurobasket.com

## Títulos

### Copa Liga Leumit
- Campeão (1):2018

### Liga Artzit (3ª divisão)
- Campeão (1):2015